# Giubileo di diamante di Vittoria del Regno Unito

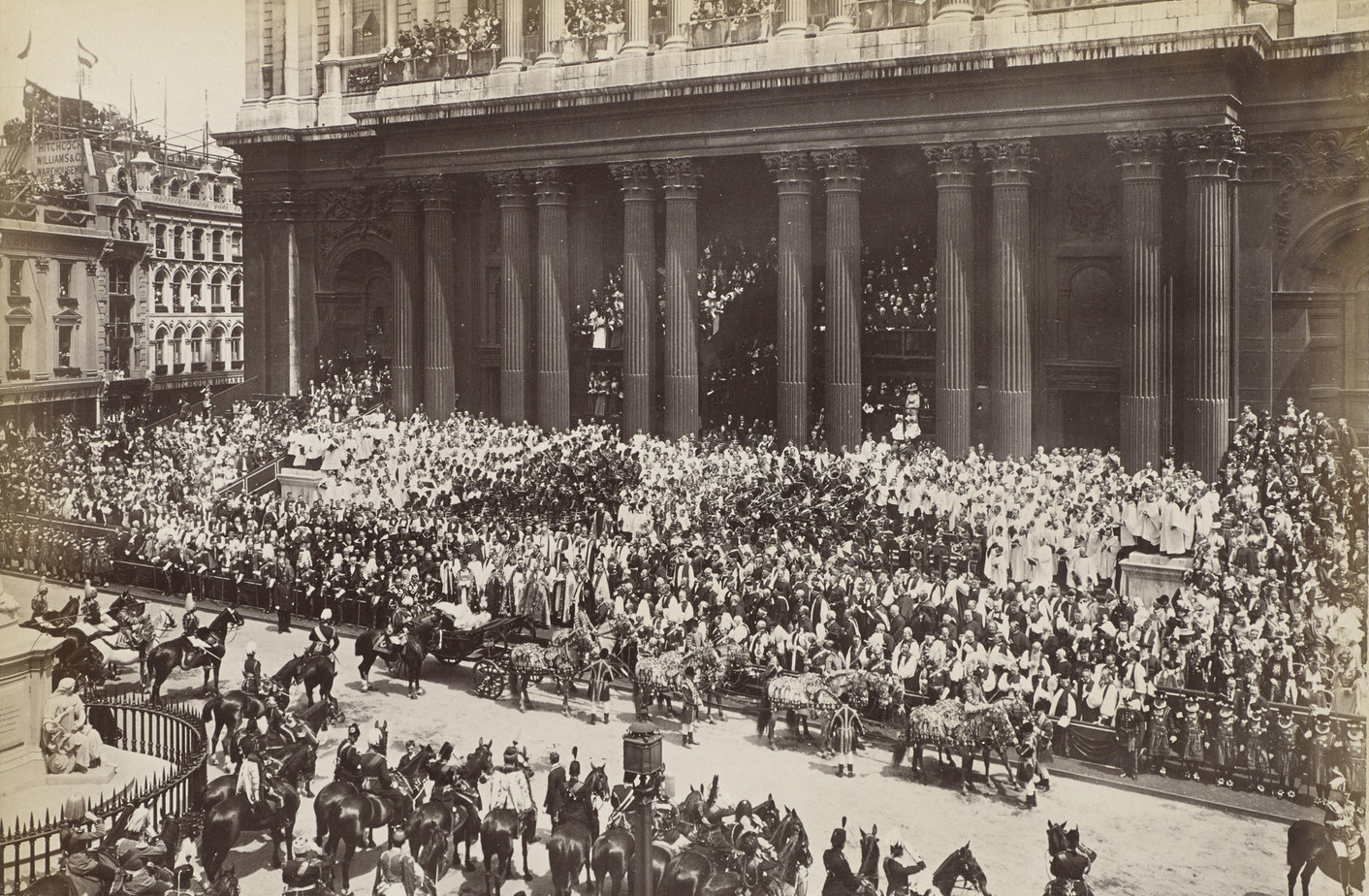
L'uscita della Regina Vittoria dopo aver assistito alla funzione per il giubileo di diamante, alla Cattedrale di St Paul

Il Giubileo di diamante di Vittoria del Regno Unito fu celebrato ufficialmente il 22 giugno 1897 per celebrare il 60º anniversario dell'ascesa al trono della regina, avvenuta il 20 giugno 1837. La regina Vittoria fu il primo monarca britannico a celebrare il proprio giubileo di diamante, dopo di lei ci fu la trisnipote Elisabetta II, che celebrò il suo nel 2012. Inoltre Vittoria superò suo nonno re Giorgio III come monarca britannico più longevo il 23 settembre 1896, evento che celebrò privatamente al Castello di Balmoral. Il giubileo quindi fu occasione per celebrare Vittoria come monarca regnante più longevo della storia britannica, oltre a festeggiare i 60 anni sul trono.  Il 20 giugno 1897 fu celebrata una funzione nella Cappella di San Giorgio, nel Castello di Windsor.

## Celebrazione
Due giorni dopo il "Festival of the Empire", fu organizzato un grande evento da Joseph Chamberlain il quale promosse l'idea di una celebrazione globale, ovvero estesa a tutto l'Impero ed i Domini Britannici (infatti Vittoria era un monarca che governava su oltre 450 milioni di persone), inoltre dichiarò il giorno della celebrazione festivo in Regno Unito, Gran Bretagna ed Irlanda ed in India. Alle processioni della città di Londra parteciparono truppe del British Army e della Royal Navy, provenienti dal Canada, India, dall'Africa e dal Pacifico meridionale. Poi la regina telegrafò un messaggio a tutte le nazioni e colonie dell'Impero, pronunciando tali parole: "Ringrazio di cuore il mio amato popolo. Che Dio li benedica".
Alle 11:15 la regina, accompagnata dalla Principessa Elena di Schleswig-Holstein e dalla Principessa Alessandra di Galles, ha percorso le vie di Londra su di una carrozza aperta, da Buckingham Palace fino alla Cattedrale di St. Paul, dove si è svolta una funzione per il giubileo di diamante. Alle diciassette invece alcune carrozze trasportarono la sovrana e alcuni membri della famiglia reale, presenti anche undici Primi ministri e governatori coloniali (Wilfrid Laurie, primo ministro del Canada, Richard Seddon, primo ministro della Nuova Zelanda, George Reid, governatore del Nuovo Galles del Sud, George Turner, governatore di Victoria, Hugh Nelson, governatore del Queensland, Charles Kingston, governatore dell'Australia meridionale, Gordon Sprigg, governatore della Colonia del Capo, Edward Braddon, governatore della Tasmania, William Whiteway, governatore di Newfoundland, Harry Escombe, governatore della Colonia di Natal)

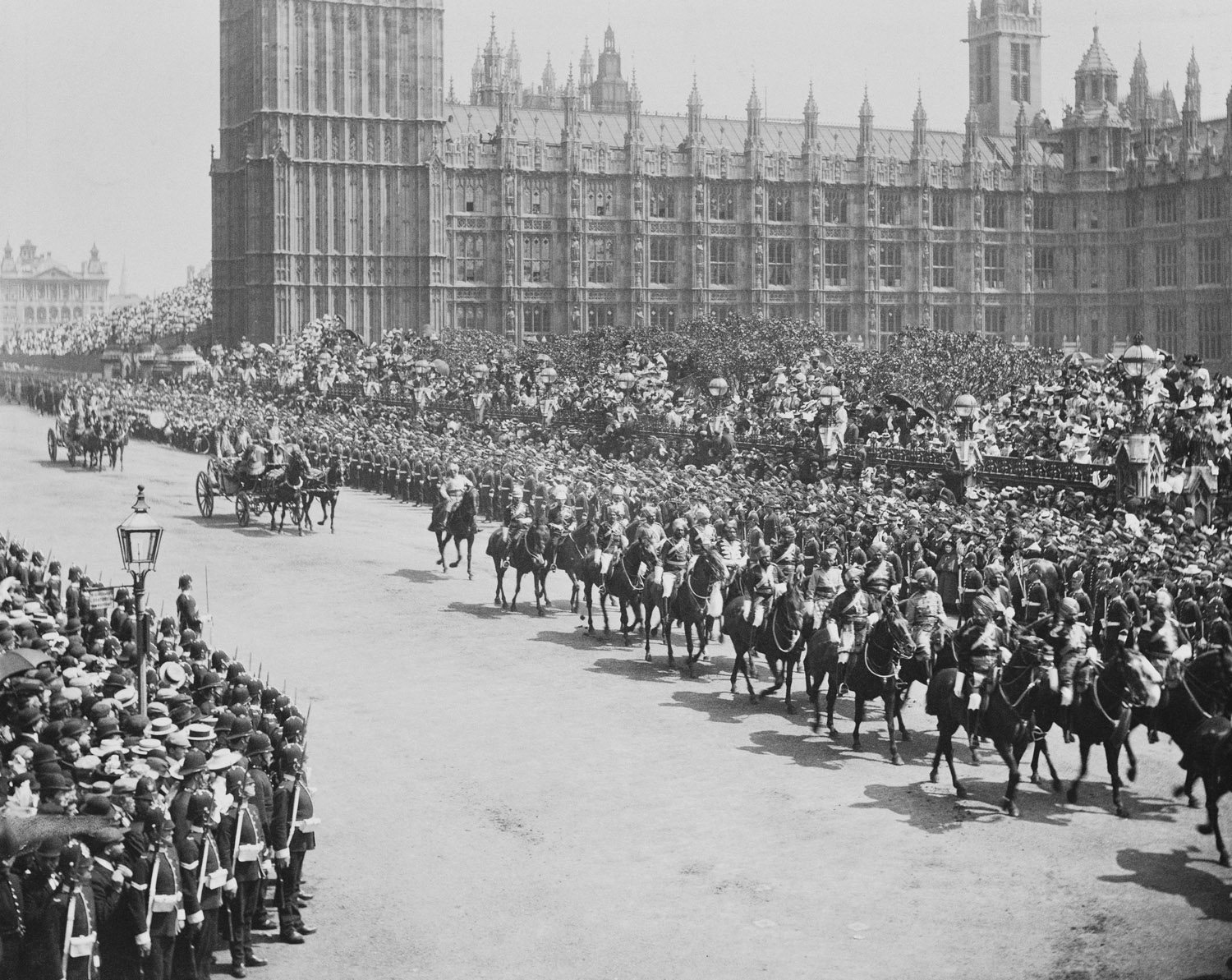
La cavalleria indiana che passa a fianco a Westminster Hall, il 22 giugno 1897

Nel 1897 la salute della Regina Vittoria non era dei migliori, infatti soffriva di una grave artrite ed aveva difficoltà a salire i gradini, infatti rimase nella sua carrozza. Comunque Vittoria tornò a Buckingham Palace dopo aver visitato una vasta area di Londra.
Le celebrazioni durarono per due settimane, inoltre fu organizzata una festa nel giardino di Buckingham Palace ed un banchetto di stato. Successivamente furono erette fontane e torri per commemorare l'evento, un esempio la "Jubilee Tower", che si trova vicino a Darwen nel Lancashire ed anche la "Cunningham Clock Tower" a Peshawar nell'India britannica. Alcuni poeti come Alfred Austin e Rudyard Kipling, scrissero delle poesie speciali in onore della regina Vittoria. 

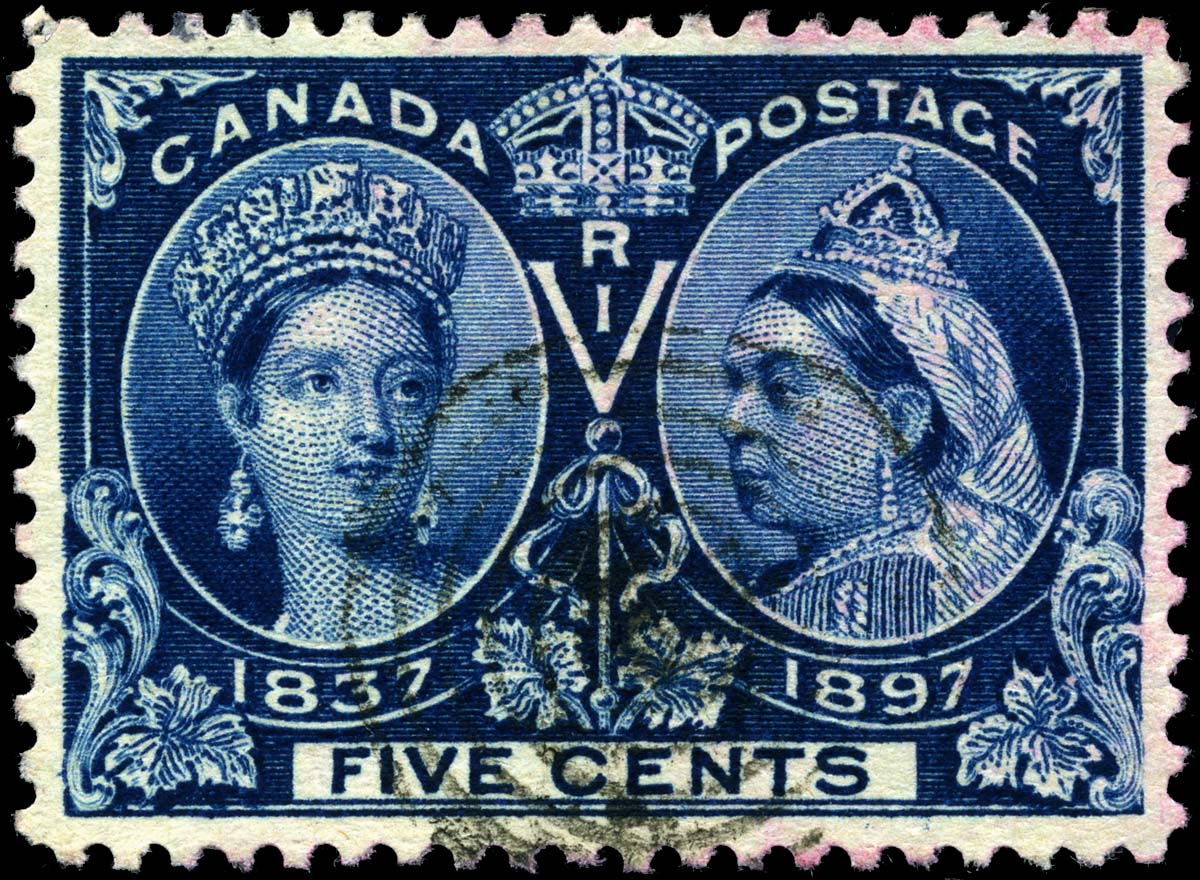
Un francobollo commemorativo per l'evento del 1897, emesso dalle poste della Colonia del Canada

Per l'occasione venne istituita la "Medaglia del giubileo di diamante della regina Vittoria", che venne conferita a tutti gli ospiti del Giubileo di diamante ed a chi contribuì all'organizzazione di tale evento. Uno degli insigniti fu anche l'allora Principe di Napoli, Vittorio Emanuele di Savoia.

## Ospiti
Alle celebrazioni parteciparono numerosi membri della famiglia reale inglese: l'Imperatrice madre di Germania, il Principe e la Principessa di Galles, il Duca e la Duchessa di York e i loro figli, il Duca e la Duchessa di Fife, la Principessa Vittoria del Regno Unito, la Principessa Maud del Galles e Carlo di Danimarca, il Duca e la Duchessa d'Edimburgo, il Granduca e la Granduchessa d'Assia e del Reno, il Duca e la Duchessa di Connaught e Strathearn, il Duca d'Albany, la Principessa Beatrice di Battenberg, il Duca di Cambridge, il Duca di Teck, oltre al Principe Cristiano e Principessa di Schleswig-Holstein.
Fra gli ospiti stranieri invece il Principe e Principessa di Napoli, futuri Vittorio Emanuele III ed Elena di Savoia, l'Arciduca Francesco Ferdinando d'Austria, il Principe ereditario del Siam, il Principe Alberto di Prussia, Valdemaro di Danimarca, il Principe Rupprecht di Baviera, il Duca di Porto, il Granduca ereditario del Lussemburgoil Principe e la Principessa di Bulgaria ed anche il Duca di Närke. Alcuni di questi rappresentanti dei sovrani di Danimarca, Baviera, Lussemburgo, Portogallo, Italia, Austria-Ungheria, Siam, Württemberg, Sassonia, Svezia-Norvegia e Giappone.

## Voci collaterali
- Sovrani che hanno regnato più a lungo
- Sovrani britannici per durata del regno
- Giubileo di diamante di Elisabetta II